# Ventrifilosa
A Ventrifilosa (a latin venter, has és filum, fonál szavakból, a ventrális nyílásokra és az azokon át keletkező filopódiumokra utalva) igen sokszínű fagotróf Rhizaria-csoport, mely ostoraival siklik, és ventrális állábak révén táplálkozik, vagyis legtöbb faja ostoros amőba. A csoport 3 osztálya az Imbricatea, a Sarcomonadea és a Thecofilosea.

## Történet
Egyik első nemzetsége az 1841-ben Félix Dujardin által leírt Cercomonas.
Először Cavalier-Smith írta le Karpovval közösen kiadott 2012-es tanulmányában 2 osztállyal – az Imbricateával és a Thecofiloseával –, de 2018-ban megváltoztatta a Sarcomonadea hozzáadásával, mert az így leírt csoport parafiletikusnak bizonyult. 2013-ban írták le Hess és Melkonian a Viridiraptoridaet mint a Ventrifilosába sorolt első algivor kládot.
A Discomonadida eredetileg Ventrifilosa incertae sedis volt osztályon kívül, Adl et al. 2019-es rendszertanában Imbricatea incertae sedisként szerepelt, ahol a Ventrifilosa nem szerepelt.
2019-ben Siemensma és Dumack a Krakent az Imbricatea bazális nemzetségeként helyezték el, miután felfedezték a pikkely nélküli Trivalvulariida rendet, az Euglyphida testvércsoportját.

## Morfológia

### Ház
A csoport tagjainak ősi jellemzője a rideg külső dorzális ház és a ventrális nyílásból induló szemcse nélküli filopódiumok. Ez a Phaeodaria esetén astropylum, az ostoros amőbáknál hasadék.
A csoportba tartoznak e jellemzők egy részét elvesztett vagy módosított leszármazottak is. Például egyes kládok – például a Spongomonadida és az Ebria – állábukat, mások – például a Pseudopirsonia – házukat vesztették el, míg a Phaeodaria axopódiumokat szerzett. Az ostor- és pikkelyvesztés többször történt meg egymástól függetlenül az evolúció során.
A Thecofilosea szerves anyagból álló erős házzal rendelkezik, és bár nincsenek szilikátpikkelyei, az Ebriida és a Phaeodaria belső üreges szilikátvázzal rendelkezik tüskékből; az Imbricatea bazális és a házat másodlagosan elvesztett kládjai kivételével általában egymást átfedő szilikátpikkelyekből álló házzal rendelkezik (kivételek például a pikkely nélküli Trivalvulariida és az egymást át nem fedő pikkelyekből álló Kraken), a Sarcomonadea és a Viridiraptoridae ház nélküli.
A Phaeodaria háza lehet gömbölyű, poliéderes, kagyló alakú kétrészes, geodéziás keretekből álló stb. Kétféle nyílása a nagy astropylum („szájpórus”) és a vékonyabb állábakhoz tartozó kisebb parapylum.

### Sejtgarat
Sejtgaratja vagy az ostorhoz közeli sejtszája nincs. Mitokondriális cristái a Cercozoa legtöbb tagjához hasonlóan csőszerűek.

### Mikrotubulusok
A 10 mikrotubulusos 1. és 2. ventrális és a 2 mikrotubulusos dorzális elülső gyökér a Ventrifilosa és az Eoglissa közös ősében is jelen volt. A Ventrifilosa mikrotubuláris gyökérrendszerei általában 4 gyökérből állnak – az elülső, a bal, a 10 mikrotubulusos 1. és 2. ventrális gyökérből. Ezek közül a 2. ventrális homológ Cavalier-Smith 2012-es tanulmánya szerint csak a Ventrifilosában van jelen. Ősi jellege egy sejten kívüli merev ház és a ventrális nyílás.
A Katabia több hátulsó ventrális gyökerekkel összefüggő mikrotubulussal rendelkezik, mint a Cercomonadidae C-80 kládja, azonban hiányoznak a másodlagos mikrotubulusok. A ventrális gyökerekhez kapcsolódó kevesebb mikrotubulus a Cercomonadidaeben elsődleges, a másodlagos mikrotubulusok hiánya levezetett lehet.

### Álláb
Legtöbb amőboid faja állábai filopódiumok, a Cercomonadida egyes fajai azonban nem ilyenek révén táplálkoznak: a Cavernomonas nem amőboid, a Cercomonas és a Neocercomonas állábai a Pansomonadina állábaihoz hasonló lekerekített, messze terjedő lamellipódiumok, emellett előfordulnak hagyma-, ujjszerű állábak és retikulopódiumok is. Axopódium csak a Filomonas radiata esetén ismert. Vannak a Paracercomonadidában is lamellipódiummal táplálkozó fajok. A Glissomonadida kevéssé amőboid.

## Életmód
A Sarcomonadea fagotróf bakterivor egysejtűek kládja, egyetlen nem bakterivor csoportja a sejtfallízist használó zöldmoszatbontó Viridiraptoridae. A Viridiraptoridae csak alacsony tápanyagtartalom esetén termel kristályokat, melyek lehetnek 0,5–1 μm-es kis, kevéssé nyúlt, fényes részecskék vagy 2–6 μm-es vékony tűszerű részecskék. A Phaeodaria az emésztetlen anyagot barna feodiumba gyűjti, majd eltávolítja.
A Pseudopirsonia kovamoszatok parazitoidja, a Cercomonas pedig – noha jobbára baktériumokat eszik – Caenorhabditis elegans-lárvákat is ölhet néhány óra alatt, ennek mechanizmusa bár ismeretlen, az ismert, hogy közvetlen sejt-sejt érintkezést igényel. Nem figyeltek meg a C. elegans kutikuláján perforációt. A Cercomonas a C. elegans-lárva halálával 3 okból szerezhet előnyt:
1. a baktériumevés terén egy közvetlen versenytársa hal meg,
2. potenciális predátora hal meg, mivel a felnőtt C. elegans a Cercomonast is eszi,
3. és a halott C. elegans a Cercomonas által ehető baktériumok növekedéséhez megfelelő szubsztrát.

A Cercomonas nem öli a növénypatogén Heterodera schachtiit.

## Életciklus
A Cercomonadida, a Glissomonadida és a Paracercomonadida legtöbb faja nyugvó cisztát alkothat, egyes fajai többmagvú és -ostorú szincitiumot vagy plazmódiumot alkothatnak. A Glissomonadida cisztái sima falúak, és nem ismert, hogy ivarosan szaporodik-e.
A Viridiraptoridaeben nem ismert plazmódiumképzés, de elkülönül ostoros és ostorát megtartó hídszerű amőboid állapota.

## Filogenetika
A Ventrifissura helyzetét csak molekuláris filogenetikai elemzések nem tudták eldönteni, de kevéssé torzító filogenetikai fák, ultraszerkezeti megfigyelések és parszimóniaalapú fák igazolták a Howe et al. 2011-es tanulmányában megjelenő, bazális Thecofilosea-nemzetségként való besorolását.

### Incertae sedis
Nem ismert, hogy a Katabidae, ahová csak a Katabia gromovi tartozik, a Sarcomonadea mely rendjébe tartozik: ostorszerkezete a Cercomonadida és a Glissomonadida szerkezetéhez is hasonlít.

## Rendszertan
A Ventrifilosát először 2012-ben írta le Thomas Cavalier-Smith a Thecofilosea és az Imbricatea csoportjaként. Ez polifiletikusnak bizonyult, mert a Sarcomonadea nem tartozott ide. 2018-ban a korábban az Eoglissa csoportba sorolt Sarcomonadeát is ide helyezték át. Legfrissebb, 2018-as besorolása 3 osztályt, 20 rendet és 60 családot tartalmaz.
- Classis Sarcomonadea Cavalier-Smith 1993 stat. nov. 1995 emend. 2018
  - ?Familia Katabiidae Cavalier-Smith 2012
  - Subclassis Paracercomonada Cavalier-Smith 2018
    - Ordo Paracercomonadida Cavalier-Smith 2018

  - Subclassis Pediglissa Cavalier-Smith 2012
    - Ordo Cercomonadida Poche 1913 emend. Cavalier-Smith
    - Ordo Glissomonadida Howe et al. 2009
- Classis Imbricatea Cavalier-Smith 2003 emend. 2018
  - Subclassis Placonuda Cavalier-Smith 2012
    - Superordo Nudisarca Cavalier-Smith 2012
      - Ordo Variglissida Cavalier-Smith 2014
      - Ordo Marimonadida Cavalier-Smith et Bass 2011

    - Superordo Euglyphia Cavalier-Smith 2018
      - Ordo Euglyphida Copeland 1956 emend. Cavalier-Smith 1987
      - Ordo Zoelucasida Cavalier-Smith 2014

    - Superordo Discomonada Cavalier-Smith 2018
      - Ordo Discomonadida Cavalier-Smith 2014

  - Subclassis Placoperla Cavalier-Smith 2012
    - Superordo Placofila Cavalier-Smith 2012
      - Ordo Thaumatomonadida Shirkina 1987
      - Ordo Discocelida Cavalier-Smith 1997

    - Superordo Perlatia Cavalier-Smith 2012
      - Ordo Spongomonadida Hibberd 1983
      - Ordo Perlofilida Cavalier-Smith 2012

  - Subclassis Krakenia Cavalier-Smith 2018
    - Ordo Krakenida Dumack et al. 2017 ex Cavalier-Smith 2018
- Classis Thecofilosea Cavalier-Smith 2003 emend. 2012
  - Subclassis Ventricleftia Cavalier-Smith 2018
    - Ordo Ventricleftida Cavalier-Smith 2011

  - Subclassis Eothecia Cavalier-Smith 2012
    - Ordo Matazida Cavalier-Smith 2012
    - Ordo Ebriida Deflandre 1936
    - Ordo Cryomonadida Cavalier-Smith 1993

  - Subclassis Phaeodaria Haeckel 1879
    - Ordo Eodarida Cavalier-Smith 2012
    - Ordo Opaloconchida Cavalier-Smith 2012

  - Subclassis Tectosia Cavalier-Smith 2012
    - Ordo Tectofilosida Cavalier-Smith 2003